# Théo Lévêque
Théo Lévêque, né le 21 janvier 2004, est un coureur cycliste français. Il est membre de l'équipe Vendée U Pays de la Loire. 

## Biographie
Théo Lévêque commence le cyclisme vers l'âge de douze ans sous l'impulsion de ses grands-parents, qui lui transmettent la passion du vélo. Dans les catégories de jeunes, il est formé à l'AC Brévinois. Il poursuit ensuite sa progression au sein de l'UC Nantes Atlantique chez les juniors. Avec cette formation, il se distingue sur l'édition 2022 de la Ronde des Vallées en remportant la première étape.
Après une année passée chez Sojasun espoir-ACNC, il intègre le club Dinan Sport Cycling en 2024. Sous ses nouvelles couleurs, il obtient sa première victoire au niveau élite en s'adjugeant la dernière épreuve de l'Essor Basque, au mois de février. Dans les semaines qui suivent, il réalise de bonnes performances sur des épreuves disputées en Bretagne. La suite de sa saison est en revanche perturbée par des chutes et diverses maladies. Il parvient néanmoins à s'imposer sur une étape de l'Estivale Bretonne durant l'été.
En 2025, il intègre le Vendée U, réserve de l'équipe professionnelle TotalEnergies. Son début de saison est cependant gâché par une tendinite. Il ne reprend la compétition qu'en avril, à l'occasion de Liège-Bastogne-Liège espoirs. Quelque temps plus tard, il retrouve de bonnes sensations sur la Ronde de l'Isard en terminant sixième d'une étape et onzième du classement général. Au mois de juin, il remporte le championnat des Pays de la Loire, la première étape du Tour du Beaujolais puis la quatrième étape du Tour Nivernais Morvan, qu'il conclut à la deuxième place du classement général. Il devient également champion de France amateurs, au sommet du mont des Alouettes.

## Palmarès
- 2022
  - 3e étape du Tour du Bocage et de l'Ernée 53
  - 1re étape de la Ronde des vallées
  - 3e du Tour du Bocage et de l'Ernée 53
- 2023
  - La Yellow Race
  - Prix Paul Fréhel
  - 2e du Grand Prix de Saint-Michel-de-Chavaignes
- 2024
  - Trophée de l'Essor
  - 3e étape de l'Estivale bretonne
  - 3e de Manche-Atlantique
  - 3e de Manche-Océan
  - 3e du Tour de Belle-Île-en-Mer
- 2025
  -  Champion de France sur route amateurs
  - Champion des Pays de la Loire sur route
  - 1re étape du Tour du Beaujolais
  - 1re étape du Tour Nivernais Morvan
  - 2e du Tour Nivernais Morvan